# Emmeram H. Ritter
Emmeram H. Ritter (* 2. Oktober 1927 in München als Hermann Paul Ritter; † 17. April 2021 in Regensburg) war ein römisch-katholischer Theologe und Benediktiner.

## Leben
Nach dem Theologiestudium in München und Passau legte er als Frater Emmeram am 1. Mai 1953 die feierlichen Gelübde ab. Am 16. August desselben Jahres wird er in Mariazell für das Stift Göttweig zum Priester geweiht. Am 30. August 1953 feierte er in Tutzing seine Primiz. Nach dem Tod von Abt Wilhelm Zedinek 1971 wurde er von Bischof Rudolf Graber nach Regensburg berufen, wo er das Referat für Selig- und Heiligsprechungsprozesse beim Bischöflichen Offizialat aufbaute und dessen Leiter wurde. Er war als langjähriger Leiter dieser Abteilung und am Institutum Marianum Regensburg tätig. In dieser Funktion war er auch am Prozess der Seligsprechung Anna Schäffers beteiligt, die am 7. März 1999 durch Papst Johannes Paul II. in Rom erfolgte. Von 1973 bis 1998 war er mit Adolfine Treiber Schriftleiter des Boten von Fatima. Er war seit 14. Januar 1948 Mitglied der Bayernpartei.

## Schriften (Auswahl)
- Albrecht Dürer, sein Kreis und seine Zeit. Stift Göttweig, Niederösterreich, 16. Mai bis 25. Oktober 1964. Göttweig 1964, OCLC 757932756.
- Zeugen des Glaubens. Heilige, Selige und Diener Gottes im Bistum Regensburg. Regensburg 1989, ISBN 3-87442-027-2.
- Weihbischof Georg Michael Wittmann. Der Diener Gottes im Dienste der Heiligen Schrift und des Bibelapostolats. Regensburg 2000, ISBN 3-9803993-2-X.
- Anna Schäffer. Eine Heilige aus Bayern. Regensburg 2019, ISBN 3-7954-3496-3.